# زیردریایی لئوناردو داوینچی
زیردریایی لئوناردو دا وینچی (به انگلیسی: Italian submarine Leonardo da Vinci) یک زیردریایی بود که طول آن ۷۶٫۵ متر (۲۵۱ فوت) بود. این زیردریایی در سپتامبر سال ۱۹۳۸ در ایتالیا ساخته شد.